# Elacatinus xanthiprora
Elacatinus xanthiprora är en fiskart som först beskrevs av Böhlke och Robins, 1968.  Elacatinus xanthiprora ingår i släktet Elacatinus och familjen smörbultsfiskar. Inga underarter finns listade i Catalogue of Life.